# Битва при Ла-Басе
Битва при Ла-Басе (англ. Battle of La Bassée) — сражение между британскими и германскими войсками в северной Франции в октябре 1914 года в ходе «Бега к морю».
Германская 6-я армия взяла Лилль до того, как на защиту города успели подойти британские войска. Джон Френч планировал общее наступление, с целью отбить Лилль и, возможно, даже прорваться в Бельгию. 12 октября 2-му британскому корпусу было приказано продвигаться на восток к рубежу, идущему к северу от Живанши. Британскому наступлению противостояли четыре немецкие кавалерийские дивизии. В последовавших трёхдневных боях в эти дни 2-й корпус потерял 2000 человек, половина из них — в первый день, но Живанши был захвачен, а затем потерян на следующий день.
15 октября британцы узнали, что немецкий кавалерийский корпус собирается отступить, но не о том, что его вот-вот заменит пехота VII корпуса. Генерал Смит-Дорриен приказал начать новое наступление, на этот раз на юго-восток. Его целью было обойти немецкие войска, атакующие французские позиции с юга. Атака началась 16 октября и продвигалась медленно. Живанши был отбит, но наступление не достигло Ле-Басе. 19 октября англичане провели новую атаку и захватили Ле-Пилли,  но дальнейшее наступление провалилось, и часть солдат была окружена немцами. Из почти 900 человек только 300 выжили и сдались немцам.
20 октября крупное наступление было предпринято на всем протяжении немецкой линии от Арраса до моря. Немецкие атаки 20 и 21 октября на 2-й корпус были отбиты, но Смит-Дорриен решил отступить на более сильную линию обороны, подготовленную за линией фронта. Хотя работа по подготовке этой новой линии уже началась, она все еще была очень простой по сравнению с последующими линиями траншей. Колючей проволоки было очень мало, вся она была взята с местных полей, а на рытье нормальных траншей не было ни времени, ни сил.
В тот же период из тыла к линии фронта прибыла Лахорская дивизия Индийского корпуса. 24 октября немецкое наступление возобновилось на всем фронте 6-й армии. Дневная атака успеха не принесла. За ней последовала атака в сумерках, которая в двух местах прорвала британские окопы, но локальные контратаки восстановили положение. Вторая ночная атака 26/27 октября вызвала еще больше проблем. Часть британской линии была прорвана, а деревня Нёв-Шапель захвачена. Это создало неглубокий выступ на британской линии. Крупная контратака была предпринята 28 октября, но вернуть деревню не удалось. 
29 октября немецкие войска использовали руины Нёв-Шапель как прикрытие для своей последней крупной, но неудачной атаки. После провала атаки немцы двинули большую часть своей тяжелой артиллерии на север, в сторону Ипра. Это положило конец серьезным боям у Ле-Басе, хотя небольшие атаки продолжались еще несколько дней. Затем фронт под Ла-Басе стабилизировался.